# Adolph Kohut/Werke
Nachstehend eine Liste der Werke von Adolph Kohut.

## Werke

### Selbständige Veröffentlichungen

Adolph Kohut: Ritualmordprozesse. Bedeutsame Fälle aus der Vergangenheit. 1913 (Umschlagtitel)

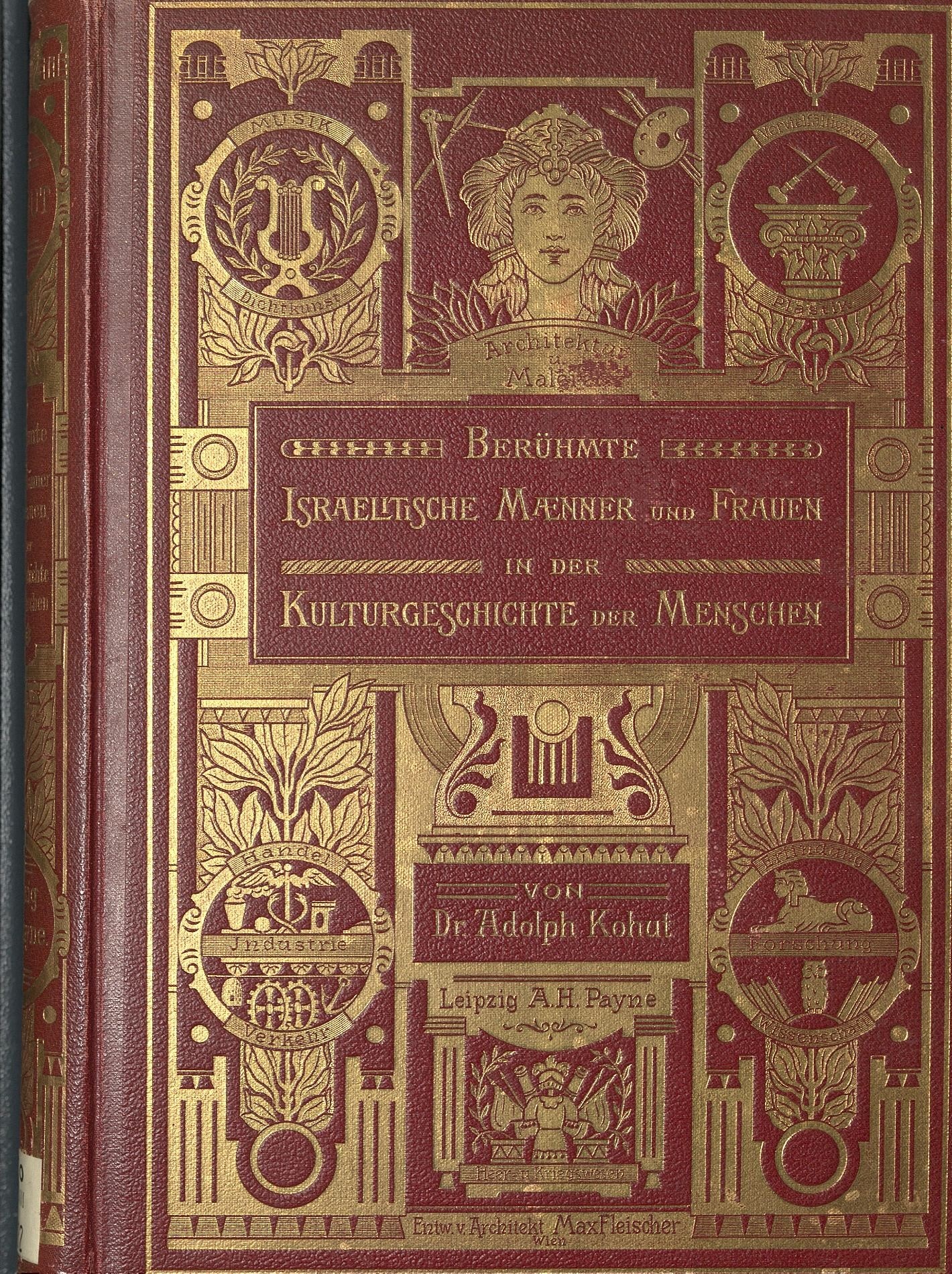
Berühmte israelitische Männer und Frauen. Einband von Max Fleischer (1901)

- Johann Gottfried von Herder und die Humanitätsbestrebungen der Neuzeit. Eine literarhistorische Studie. Theil 1.[1] Gerschel, Berlin 1870.
  - Rezension in: Literarisches Centralblatt für Deutschland. Jahrgang 1870 Nr. 30, S. 828, MDZ Reader Digitalisat.
- Alexander von Humboldt und das Judenthum. Ein Beitrag zur Culturgeschichte des neunzehnten Jahrhunderts. 2. Auflage. Pardubitz’sche Buchhandlung, Leipzig 1871, Freimann-Sammlung Goethe-Universität Frankfurt Digitalisat.
  - Widmung: „Herrn Professor Dr. Fritz Hoffmann, dem großen Jünger des großen Meisters Franz Baader, widmet diese Schrift als ein kleines Zeichen seiner tiefsten Hochachtung und Verehrung. Der Verfasser“.
  - Rezension: In: Augsburger Postzeitung. Beilage.[2] Nr. 25 vom 22. April 1872, Nr. 26 vom 26. April 1872, Nr. 27 vom 1. Mai 1872 und Nr. 28 vom 6. Mai 1872, books.google.de.
  - Rechtsstreit um einen Plagiatsvorwurf gegen den Verlag dieses Werkes. In: Wochenschrift für deutsches Handels- und Wechselrecht nach den Entscheidungen des Reichs-Oberhandelsgerichts in Leipzig. Hrsg. von D. Calm. Heymanns, Berlin 1872, Nr. 34, S. 273–279 und Nr. 35, S. 281–283, MDZ Reader.
- Unsere drei Dichterheroen und das Pfaffentum. Ein Trifolium klassischer Zeugen gegen Ultramontanismus, Jesuitismus und Muckerthum. A. Hermann, Leipzig 1872, Textarchiv – Internet Archive.
  - Widmung: „Dem genialen Literatur- und Culturhistoriker Herrn Professor J. J. Honegger in Zürich gewidmet“.
- Die Goldenen Worte der Bibel. Ein Lebensbuch für Jedermann. Zum ersten Male systematisch geordnet. A. Hermann, Leipzig 1873, MDZ Reader Digitalisat.
  - Rezension. In: Theologisches Literaturblatt. 8 Jg. Nr. 12 vom 7. Juni 1879, S. 285, books.google.de.
- Was lehrt die Bibel über den Gehorsam gegen Staat und Obrigkeit?. Jul. Buddeus, Düsseldorf 1875.
- Die Erlebnisse und Huldigungen des Herrn Dr. Kultusministers Falk während seines Aufenthaltes am Rhein. A. Mewes, Düsseldorf 1875.
- Aus meiner rheinischen Studienmappe, Skizzen. Breidenbach & Baumann, Düsseldorf 1876. Digitalisat Heinrich-Heine Universität Düsseldorf, Ausgabe von 1877, urn:nbn:de:hbz:061:1-24877.
  - Widmung: „Herrn Dr. Franz Hirsch in Leipzig freundschaftlichst zugeeignet vom Verfasser.“[3]
- Die königliche Staatsregierung und die Frage der confessionellen Friedhöfe. Olbertz, Düsseldorf 1877.
- Naturgeschichte der Berlinerin. 3. Auflage. Wilhelm Ißleib, Berlin 1885. Digitalisiert von: Zentral- und Landesbibliothek Berlin, 2018. urn:nbn:de:kobv:109-1-12943127
- Naturgeschichte der Berlinerin. 4. Auflage. Wilhelm Ißleib, Berlin 1885.
- Moderne Geistesheroen. Biographisch-kritische Charakterbilder und Porträt-Skizzen aus der Gegenwart. Wilhelm Ißleib, Berlin 1886.
  - Widmung: „Dem Bildhauer August Flockemann in Dresden in Freundschaft und Verehrung gewidmet. Der Verfasser“.
- Heitere Fahrten. Humoresken. J. G. G. Bruns, Minden i. Westf. 1886.
- Moses Mendelssohn und seine Familie. Eine Festschrift zum 100-jährigen Todestage Moses Mendelssohn’s am 4. Januar 1886. Pierson, Dresden 1886, Freimann-Sammlung Goethe-Universität Frankfurt Digitalisat.
- Friedrich der Große und die Frauen. Ein Gedenkblatt zum 100-jährigen Todestage Friedrichs des Großen am 17. August 1886. J. G. G. Bruns, Minden i. Westf. 1886.
- Weber-Gedenkbuch. Erinnerungsblätter zum 100-jährigen Geburtstage Carl Maria von Webers am 18. December 1886. Schmidt, Reudnitz-Leipzig 1887.
- Aus dem Reiche der Karpathen. Ungarische Landschafts-, Sitten-, Litteratur- und Kulturbilder. Göschen, Stuttgart 1887, Textarchiv – Internet Archive.
  - Inhaltsverzeichnis (PDF)
- Tragische Primadonnen-Ehen. Cultur- und Kunstgeschichtliche Skizzen. Carl Reißner, Leipzig 1887.
- Gegen den Strom. Gesellschaftliche Kreuzzüge. Pierson, Leipzig 1887.
- Leuchtende Fackeln. Beiträge zur Kultur-, Theater- und Kunstgeschichte der letzten Jahrhunderte. Essays und Skizzen. J. G. G. Bruns, Minden i. Westf. 1887, Digitalisat ULB Münster.
- Gegen den Strom. Gesellschaftliche Kreuzzüge. Pierson, Dresden 1887.
- Ragende Gipfel. Beiträge zur Litteraturgeschichte der letzten zwei Jahrhunderte. Essays und Skizzen. J. G. G. Bruns, Minden i. Westf. 1887.
  - Widmung: „Sr. Excellenz dem K. ungarischen Minister für Kultus und Unterricht Herrn Dr. August von Trefort in Budapest, dem ausgezeichneten Essayisten, in größter Verehrung und Ergebenheit gewidmet vom Verfasser“.
- Am Dünenstrand der Ostsee. Skizzen und Erinnerungen aus den Ostseebädern. Neue Ausgabe. Laverrenz, Berlin 1888. (=Europäische Wanderungen 4). Neuausgabe in der Edition Gellen, Dresden 2019, ISBN 978-3-86276-280-4.
- Die deutsche Sappho (Anna Luise Karschin). Ihr Leben und Dichten. Ein Litteratur- und Culturbild aus dem Zeitalter Friedrichs des Großen. E. Pierson, Dresden und Leipzig 1888 (Digitalisat)
- Das Buch berühmter Duelle. Alfred H. Fried, Berlin 1888.
  - Widmung: „Dem vortrefflichen Arzt und Menschenfreund Herrn Dr. med. E. Meinert in Dresden in unwandelbarer Freundschaft und Verehrung. Der Verf.“[4]
- Das Dresdner Hoftheater in der Gegenwart. Mit Originalbeiträgen von der Mitgliedern des Dresdner Hoftheaters: Charlotte Basté, Marie Bayer [u. a.]. Mit 142 Portraits. E.Pierson’s Verlag, Dresden 1888, Textarchiv – Internet Archive.
- Heinrich Heine und die Frauen. Mit einem Gedicht an die Kaiserin und Königin Elisabeth von Oesterreich-Ungarn von Fr. von Hohenhausen und mit 6 Portraits. Alfred H. Fried, Berlin 1888, Textarchiv – Internet Archive.
  - Widmung: „An Ihre Majestät die Kaiserin und Königin Elisabeth v. Oesterreich-Ungarn (als Sie Blumen auf Heines Grab legen ließ.)“
- Naturgeschichte des Berliners. Mit besonderer Bezugnahme auf diejenige der anderen Residenzler: Dresdner-Münchner-Wiener. Hermann Lazarus, Berlin 1888. Digitalisierung: Zentral- und Landesbibliothek Berlin, 2021. URN urn:nbn:de:kobv:109-1-15443162
- Das Buch von der Schwiegermutter. Eine kulturhistorisch-humoristische Untersuchung. Verlags-Magazin, Zürich 1888.
  - Widmung: „Seiner geliebten Mutter der Verfasser“.
  - Rezension: Eine Ehrenrettung der Schwiegermütter. In: Die Gartenlaube. Heft 41, 1877, S. 706 (Volltext [Wikisource]).
- Friedrich Wieck. Ein Lebens- und Künstlerbild. Mit zahlreichen ungedruckten Briefen. Pierson, Dresden und Leipzig 1888.
  - Rezension: Alfred Schöne. In: Vierteljahrsschrift für Musikwissenschaft. 1889, S. 222–223, DigiZeitschriften.
- Ferdinand Lassalles Testament und Erben. Mit ungedruckten Briefen der Gräfin Sophie Hatzfeldt, Wilhelm Rüstow, Aurel Holthoff u. a. Ein Erinnerungsblatt zum 25. Todestage Lassalles am 31. August 1889. Baumert und Ronge, Grossenhain 1889.
- Mosaikbilder und Arabesken. Literarische Spaziergänge, Plaudereien und Skizzen aus Vergangenheit und Gegenwart. Oehlmann, Dresden 1889.
- Ferdinand Lassalle. Sein Leben und Wirken. Aufgrund der besten und zuverlässigsten Quellen geschildert. Mit ungedruckten Briefen und Berichten Ferdinand Lassalle’s, Georg Klapka’s, Johann Philipp Becker’s und der Gräfin Sophie Hatzfeldt. Otto Wigand, Leipzig 1889, Textarchiv – Internet Archive.
  - Widmung: „Herrn Dr. H. Druskowitz in freundschaftlicher Ergebenheit, der Verfasser.“
- Fürst Bismarck als Humorist lustige Geschichten aus dem Leben und Schaffen des Reichskanzlers. Felix Bagel, Düsseldorf 1889, MDZ Reader Digitalisat.
- Fürst von Bismarck und die Literatur. Eine politisch-literarische Studie. C. Reißner, Leipzig 1889.
  - Widmung: „Herrn Dr. Theophil Zolling in Berlin in freundschaftlicher Ergebenheit und Verehrung. Der Verfasser.“
  - Inhaltsverzeichnis (PDF)
- Ruhmesblätter des Hauses Wettin. Ein geschichtlicher Rückblick auf die achthundertjährige Vergangenheit aller Lande der Rautenkrone und ihrer Fürstengeschlechter (1089–1889). Jubiläumsschrift. Heinze, Dresden-Striesen 1889, SLUB Dresden Digitalisat.
- Die größten und berühmtesten deutschen Soubretten des neunzehnten Jahrhunderts. Mit ungedruckten Briefen von Josephine Gallmeyer, Marie Geistinger, Ottilie Genée. Felix Bagel, Düsseldorf 1890.
- Johannes Miksch, der größte deutsche Singemeister, und sein Gesangssystem. Mit bisher ungedruckten Briefen Johannes Miksch’s, ungedruckten Tagebuchblättern G. W. Teschners und einem ungedruckten Aufsatz von Johannes Miksch: ‚Vom Atmen‘. Carl Rühle, Leipzig-Reudnitz 1890.
- Kaiser Joseph II. Sein Wirken als Mensch. Hönsch & Tiesler, Dresden 1890, Textarchiv – Internet Archive.
  - Widmung: „Joseph Willomitzer, dem Chefredakteur der ‚Bohemia‘ in Prag, dem geistvollen Dichter und Schriftsteller in freundschaftlicher Ergebenheit, der Verfasser“.[5]
- Josef Joachim. Ein Lebens- und Künstlerbild. Festschrift zu seinem 60. Geburtstage am 28. Juni 1891. U. Glas, Berlin 1891.
- Theodor Körner. Sein Leben und seine Dichtungen. Eine Säcularschrift auf Grund der besten und zuverlässigsten Quellen. Slottko, Berlin 1891, Textarchiv – Internet Archive.
- Aus dem Zauberlande Polyhymnias. Musikalische Geschichten und Plaudereien. Bibliographisches Bureau, Berlin 1892.
- Carl Helmerding. Ein Lebens- und Künstlerbild. Allen Freunden des Humors gewidmet. Georgi, Berlin 1892.
- Berühmte und berüchtigte Giftmischerinnen. Eine culturgeschichtlich-psychologische Studie. Mit einem Vorwort von Rechtsanwalt Fritz Friedmann. 2 Bände. Bibliographisches Bureau, Berlin 1893.
- Theodor Körner. Sein Leben und seine Dichtungen. Für die Jugend und das Volk. Mit dem Portrait, einem Namens- und Gedichts-Facsimile Theodor Körners. 2. Auflage. Georgi, Berlin 1893.
- Dur- und Moll-Accorde. Musikalische Streifzüge, Portraitskizzen und Genrebilder. In drei Theilen. R. Boll, Berlin 1894.
- Fürst Bismarck und die Frauen. Friedrich Stahn, Berlin 1894.
  - Bismarck et les femmes. 2e édition. P. Ollendorff, Paris 1895.
- Jüdische Culturskizzen. Brandeis, Prag 1895. (=Jüdische Universalbibliothek)
- Der alte Prager jüdische Friedhof. Ein Beitrag zur Culturgeschichte des böhmischen Judenthums. Brandeis, Prag 1897, Freimann-Sammlung Goethe-Universität Frankfurt Digitalisat.
- Geschichte der deutschen Juden. Ein Hausbuch für die jüdische Familie. Deutscher Verlag, Berlin 1898, Digitalisat.
- Das Ewig-Weibliche in der Welt-, Kultur- und Litteraturgeschichte. Neupert, Leipzig 1898.
- Bismarck als Mensch. F. von Schimmelpfennig, Berlin 1899.
- Moltke und die Frauen. Wolfgang Simon Verlagsbuchhandlung, Berlin 1900.
- Berühmte israelitische Männer und Frauen in der Kulturgeschichte der Menschheit. Lebens- und Charakterbilder aus Vergangenheit und Gegenwart. * Ein Handbuch für Haus und Familie mit zahlreichen Porträts. 2 Bände. A. H. Payne, Leipzig-Reudnitz 1901.
  - Band 1 Textarchiv – Internet Archive
  - Band 2 Textarchiv – Internet Archive
- Allerlei neue Bismarckiana. B. Elischer, Leipzig 1901.
- Die Ueberweiber aller Zeiten. Zeichnungen von Gottfried Sieben. G. Grimm, Budapest 1902.
  - Das Weib wie es ist. Mit Zeichnungen von Gottfried Sieben. G. Grimms Verlag, Budapest 1903.
- Liebeskünste und Liebeskünstlerinnen (Aphrodite und Athene). Psychologische, literatur- und kulturgeschichtliche Plaudereien und Federzeichnungen. Schreck, Leipzig 1902. (auch: B. Sturm, Dresden 1912.)
- Ferdinand Lassalle. Hugo Schildberger, Berlin 1902. (=Bedeutende Männer aus Vergangenheit und Gegenwart 6)
- Ernstes und Heiteres von Berühmten Aerzten, Apothekern und Naturforschern. Verlag der Berlinischen Verlags-Anstalt, Berlin 1903.
- Justus von Liebig. Sein Leben und Wirken. Auf Grund der besten und zuverlässigsten Quellen geschildert. Mit ungedruckten Briefen Liebigs, zwei Briefen Liebigs in Faksimile und 34 Original-Illustrationen. Emil Roth, Gießen 1904, Textarchiv – Internet Archive.[6]
- Das Ewig-Weibliche bei Wilhelm Busch. Elischer, Leipzig 1904.
- Friedrich Schiller und die Frauen. Schulzesche Hof-Buchhandlung und Hof-Buchdruckerei, Oldenburg und Leipzig 1905.
- Der Meister von Bayreuth. Neues und Intimes aus dem Leben und Schaffen Richard Wagners. Richard Schröder, Berlin 1905.
- Friedrich Schiller als Humorist. Eduard Eißelt, Groß-Lichterfelde 1905.
- Zum fünfzigsten Todestage von Karl Friedrich Gauß, 23. Februar d. J. Berlin 1905.
- Friedrich Schiller in seinen Beziehungen zur Musik und zu Musikern. Nationaler Verlag Carl Etzold, Stuttgart 1905, Textarchiv – Internet Archive.
- Die Gesangsköniginnen in den letzten drei Jahrhunderten. Mit ungedruckten Briefen und Gedichten Mit ungedruckten Briefen und Gedichten von D. F. E. Auber, B. Auerbach, F. v. Bodenstedt, J. Brahms, F. v. Dingelstedt, A. Dumas jr., Th. Fontane, K. Goldmark, K. Groth, E. Hanslick, H. Ibsen, A. Joachim, König Ludwig II., A. Neumann, P. Rosegger, V. Sardou, M. M. v. Weber u. v. a. 2 Bände. Hermann Kuhz, Berlin 1905–1906.
- Aerzte als Staatsmänner, Diplomaten und Politiker. Verlag der Berlinischen Verlags-Anstalt, Berlin 1907, Textarchiv – Internet Archive.
- David Friedrich Strauß als Denker und Erzieher. Alfred Kröner, Leipzig 1908, Textarchiv – Internet Archive.
- Friedrich der Große als Humorist. Gracklauer, Leipzig 1908.
- Ludwig Feuerbach. Sein Leben und seine Werke, nach den besten, zuverlässigsten und zum Teil neuen Quellen geschildert. Mit ungedruckten Briefen von Ludwig Feuerbach und Anselm Ritter von Feuerbach. F. Eckardt, Leipzig 1909.
- Otto von Bismarck in seinen Beziehungen zu Württemberg und zu württembergischen Staatsmännern. Baur, Blaubeuren 1909.
- Autor und Verleger. Kritische Essays und Randglossen aus Schriftsteller- und Verleger-Werkstätten. Meißner, Heidelberg 1909.
- Die Hohenzollern und die Freimaurerei. Franz Wunder, Berlin 1909.
- Finanzgrößen und große Finanzen. Neumann, Berlin 1909.
- Johann Gottfried Seume als Mensch, Dichter, Patriot und Denker. Auerbach, Berlin 1910.
- Aerzte als Philosophen. Verlag der Berlinischen Verlags-Anstalt, Berlin 1910.
- Königin Luise von Preußen und ihre Zeit. Buntrock, Berlin 1910.
- Aus dem Herzensarchiv verliebter Berühmtheiten. Neues Leben Wilhelm Borngräber, Berlin 1910.
- Franz Liszt in seinem Wirken als Mensch und als Tonkünstler. Mit persönlichen Äußerungen Liszts. Carl Rühle, Leipzig 1911.
- Heinrich von Kleist und die Frauen. Verlags-Gesellschaft Hamburg, Hamburg 1911.[7]
- Freimaurerische Studien und Skizzen in Vergangenheit und Gegenwart. Claudius, Wandsbek in Holstein 1911.
- Otto v. Bismarck und die Großen und Kleinen. Buntrock, Berlin 1911.
- Friedrich der Große als Persönlichkeit und Charakter. Behrens, Hamburg 1912.
- Heinrich Zeise, der Nestor der deutschen Dichter und Schriftsteller in der Gegenwart. Mit dem neuesten Bilde, dem Facsilime Heinrich Zeises und anderen Original-Illustrationen sowie ungedruckten Briefen und Gedichten. Walter Markgraf, Breslau 1913, Inhaltsverzeichnis.
- Friedrich der Große. Studien und Skizzen. Walter Markgraf, Breslau 1913.
- Die keramische Industrie Ungarns. Die Glashütte, Dresden 1913.
- Friedrich der Große. Studien und Skizzen. Walter Markgraf, Breslau 1913.
- Kaiser Wilhelm II. als Denker. Goldene Worte und Aussprüche aus seinen Reden, Erlässen, Gesprächen, Briefen und Telegrammen. Rathmacher, Lüneburg 1913.
  - Rezension: Vorbereitungen zur Kaiserfeier. In: Simplicissimus 1913, Heft 11, S. 175, Digitalisat.
- Gekrönte und ungekrönte Judenfreunde. Basch, Berlin 1913, Freimann-Sammlung Goethe-Universität Frankfurt Digitalisat.
- Theodor Körner als Sänger und Held. vom Dorp, Dresden 1913.
- Ritualmordprozesse. Bedeutsame Fälle aus der Vergangenheit. Basch, Berlin-Wilmersdorf 1913, Freimann-Sammlung Goethe-Universität Frankfurt Digitalisat.
- Prinz-Admiral Adalbert von Preußen und die deutsche Flotte. Bilder aus dem Leben und Wirken des ersten deutschen Admirals. Volks- u. Jugendschriften-Verlag, Leipzig 1913. (=Neue illustrierte Volks- und Jugendschriften-Sammlung hrsg. von der Zentral-Prüfungskommission des Neuen Preußischen Lehrervereins 3)
- König Maximilian II. von Bayern und der Philosoph F. W. J. von Schelling. Walter Markgraf, Leipzig 1914.
- Bismarcks Urteil über Frankreich, Rußland und England. Kleemeier, Hof a. d. Saale 1914.
- Frankreich als Erbfeind Deutschlands. H. Kleemeier, Hof a. d. Saale 1914.
- Bismarcks Beziehungen zu Ungarn und zu ungarischen Staatsmännern. Mit einem Bildnis. E. Hofmann, Berlin 1915.
- Emanuel Geibel als Mensch und Dichter. Verlag des Vereins der Bücherfreunde, Berlin 1915, Textarchiv – Internet Archive.
  - Rezension: E. Lübeck. In: Theologische Literaturzeitung. 1916, S. 377, Spalte 2 Digizeitschriften urn:nbn:de:bsz:21-dt-20612.
- Gustav Freytag als Patriot und Politiker. Alfred Schall, Berlin 1916.
- Kaiser Franz Josef I. als König von Ungarn. Schwetschke, Berlin 1916.
- Martin Luther als Sohn, Gatte und Vater. Kronenkampf Verlag, Mülheim-Heißen 1917.
  - Rezension von E. Hirsch. In: Theologische Literaturzeitung, 1918, S. 227, Digizeitschriften.

#### In Reclams Universal-Bibliothek
- Meyerbeer. Reclam, Leipzig 1890. (=Musiker-Biographien 12) (=Reclams Universal-Bibliothek 2734) Biblioteca Digital Hispánica Digitalisat
- J. Ch. Freiherrn von Zedlitz: Gedichte. Mit einer Einleitung von Adolph Kohut. Reclam, Leipzig 1890. (=Reclams Universal-Bibliothek 3141/3142)
- Rossini. Reclam, Leipzig 1892. (=Musiker-Biographien 14) (=Reclams Universal-Bibliothek 2927) Textarchiv – Internet Archive
- Alexander Balázs: Heitere Lebensbilder. Humoresken. Aus dem Magyarischen von Adolph Kohut. Reclam, Leipzig 1892. (=Reclams Universal-Bibliothek 2899)
- Leopold Schefer: Laienbrevier. Mit einer Einleitung von Adolph Kohut. Reclam, Leipzig 1893. (=Reclams Universal-Bibliothek 3031/3033)
- Árpád von Berczik: Ehestandsgeschichten und andere Humoresken. Reclam, Leipzig 1894. (=Reclams Universal-Bibliothek 3240)
- Alexander Petöfi: Prosaische Schriften. Aus dem Magyarischen von Adolph Kohut. Reclam, Leipzig 1894. (=Reclams Universal-Bibliothek 3455/3456)
- Auber. Reclam, Leipzig 1892. (=Musiker-Biographien 17) (=Reclams Universal-Bibliothek 3789) Textarchiv – Internet Archive
- Merkwürdige Lebensgeschichte des Freiherrn Friedrich von der Trenck. Hrsg. von Adolph Kohut. Reclam, Leipzig 1898. (=Reclams Universal-Bibliothek 3761/3762)
- Goldene Worte des Alt-Reichskanzlers. Aussprüche des Fürsten Bismarck über Politik, Leben und Weltanschauung. Reclam, Leipzig 1915 (=Reclams Universal-Bibliothek 5745)

#### Übersetzungen
- Lustige Geschichten aus dem Tokayerland. Aus dem Ungarischen übersetzt und frei bearbeitet von Adolph Kohut. R. Eckstein, Berlin 1885. (=Ecksteins Reisebibliothek 6)
- Helene von Beniczky-Bajza: Bei verschlossenen Thüren. Roman. Einzig autorisirte Uebersetzung aus dem Ungarischen von Adolf Kohut. Julius Brehse, Leipzig 1887.
- Amor im Bade. Bade-Humoresken. Nach den Ungarischen übersetzt und frei bearbeitet von A. Kohut. R. Eckstein, Berlin 1888 (=Eckstein’s humoristische Bibliothek 25)
- Falsche Diamanten. Gesellschaftliche Novelletten und Skizzen. Nach dem Magyarischen des Josef Hevesi frei übersetzt und bearbeitet von Adolph Kohut. Verlags-Magazin, Zürich 1890.
- Sport und Liebe. Heitere Geschichten aus der Sportwelt. Einzig berechtigte Uebersetzung nach dem Ungarischen des Koloman von Porzsolt übersetzt und frei bearbeitet von Adolph Kohut. Siegfried Frankl, Berlin 1891.
- Géza Kacziány: Ein Jahr in Montur. Heitere und ernste Bilder aus dem Leben des österreichisch-ungarischen Einjährig-Freiwillige. Übersetzt, bearbeitete und eingeleitet von Adolph Kohut. R. Eckstein, Berlin 1891. (=Ecksteins Reisebibliothek)
- Géza von Kacziány: Alarm! Bilder aus dem Bosnischen Feldzuge (1878). übersetzt und frei bearbeitet von Adolph Kohut. R. Eckstein, Berlin.
- Stephan von Thewrewk-Ponor: Aus dem Leben des Erzherzogs Ladislaus. Autorisierte Übersetzung aus dem Magyarischen von Adolph Kohut. Sayffaerth, Berlin 1897.
- Gregor von Csiky: Aufregende Geschichten. Autorisierte Übersetzung aus dem Magyarischen von Dr. Adolph Kohut. Friedrich Schirmer, Berlin 1898.
- Ungarisches Novellenbuch. Ernste und heitere Erzählungen. Übersetzt und frei bearbeitet von Adolph Kohut. Friese, Leipzig 1897. (=Sammlung moderner Belletristik in- und ausländischer Autoren II.)
- Franz Herczeg: Die Ehe des Herrn von Szabolcs. Roman. Sirius. Roman. Einzig berechtigte Uebersetzung von Adolph Kohut. Hillger, Berlin 1898 (=Kürschners Bücherschatz 80) Staatsbibliothek Berlin Digitalisat
- Der Märchenerzähler und andere Geschichten. Erzählungen aus dem Magyarischen. van den Wyenbergh, Kevelaer 1912 (=Aus Heimat und Fremde. Bändchen 21)
- Bismarck és Magyarország. Atheneum, Budapest 1915 Digitalisat (ungarisch)[8]
- Ginly von Pekár: Die Macht. Einzige berechtigte Übersetzung aus dem Magyarischen von Adolf Kohut. Mignon, Dresden 1916. (=Mignon-Romane)
- Carl Meray-Harvath: Der Cäsar von Amerika. Ein Präsidentenroman. Einzige berechtigte Übersetzung aus dem Magyarischen von Adolf Kohut. Oesterheld, Berlin 1917.
- Franz Garai: Das Geheimnis des Arztes. [Kriminal-] Roman. Einzig autorisierte Übersetzung von Adolf Kohut. Zimmer, Stuttgart 1919.

#### Herausgeber
- Memoiren eines jüdischen Seminaristen. Zur Würdigung des Breslauer jüdisch-theologischen Seminars Fränkelscher Stiftung. Senders & Brandeis, Prag 1870.
  - Widmung: „Sr. Hochwürden Herrn Rabbiner Dr. Bernhard Fischer in Lpz., dem hochgerühmten Orientalisten, widmet diese Schrift der Hrsg.“
- Ferdinand Dieffenbach: Der französische Einfluß in Deutschland unter Ludwig XIV und der Widerstand der kurbrandenburgischen und kursächsischen Politik. Dehlmann, Dresden 1889, SLUB Digitalisat.
- Moltke als Denker. Goldene Worte aus sämmtlichen Werken, Reden und Briefen des Generalfeldmarschalls Grafen von Moltke. Gerstmann, Berlin 1890.
- Heines sämtliche Werke. 12 Bände in 4 Büchern. Mit einer Einleitung von Adolph Kohut. Th. Knaur Nachf., Berlin, Leipzig 1908 (=Knaurs Oktav-Klassiker) Textarchiv – Internet Archive
- Berühmte Kaufleute. Erlebnisse und Entwicklungsgänge der namhaftesten und verdienstvollsten Kaufleute aller Zeiten und Völker. Paustian Gebrüder, Hamburg 1909, Staatsbibliothek Berlin Digitalisat.
- Johann Peter Eckermann. Gespräche mit Goethe in den letzten Jahren seines Lebens. Mit einer Einleitung und erläuternden Anmerkungen hrsg. von Ad. Kohut. Th. Knaur, Berlin 1911.
- Heitere Lieder aus Rügen mit ungedruckten humoristischen Gedichten von Edwin Bormann. Claudius, Wandsbek in Holstein 1911.
- Briefwechsel zwischen Schiller und Goethe. Th. Knaur, Berlin 1912.
- Christoph Martin Wieland als Dichter und Denker. Lichtstrahlen und goldene Worte aus seinen sämtlichen Werken und Briefen. Walter Markgraf, Leipzig 1914.
- Die Großmeister des Berliner Humors in alter und neuer Zeit. Eine Sammlung der Heitersten, Witzigsten und Originellsten aus dem Reiche des Humors von Spree-Athen. Hofmann & Co., Berlin 1915.

### Unselbstständige Veröffentlichungen
- Die Kaisertage in Düsseldorf. In: Die Gartenlaube. Heft 39, Heft 41, 1877, S. 657–659, 697–699 (Volltext [Wikisource]).
- Schiller im Urtheil seiner Zeitgenossen. In: Hermann Tischler (Hrsg.): Der Salon für Literatur, Kunst und Gesellschaft. Erster Band. A. H. Payne, Reudnitz bei Leipzig 1884, S. 287–298, Textarchiv – Internet Archive.
- Karl Gutzkow und das Gutzkow Denkmal. In: Der Salon für Literatur, Kunst und Gesellschaft. 1. Band (1889), S. 422–428, Textarchiv – Internet Archive.
- Aus ungedruckten Briefen Berthold Auerbach’s. In: Allgemeine Zeitung des Judenthums. 55. Jg. 1891. Nr. 6 vom 5. Februar 1891, S. 86–87, Compact Memory–Digitale Sammlungen Digitalisat.
- Agnes Franz. Eine biographisch-literarische Studie. In: Nord und Süd. Eine deutsche Monatsschrift. 69. Band. 1894, S. 100–114, Textarchiv – Internet Archive.
- Friedrich Justus Bertuch. Mit 4 ungedruckten Briefen Bertuchs. In: Nord und Süd. Eine deutsche Monatsschrift. 83. Band. 1897, S. 73–83, Digitalisat (PDF; 401 kB)
- Alexander Kohut. Ein Characterbild. Berlin 1897, Freimann-Sammlung Goethe-Universität Frankfurt Digitalisat.
- Persönliche Erinnerungen an Richard Wagner. In: Freistatt. 4 (1902),32, S. 367–368.
- Der Postillon von Lonjumeau. Ein Gedenkblatt zum 100. Geburtstage Adolph Adams (24. Juli 1903). In: Bühne und Welt, Verlag von Bühne u. Welt, Hamburg 5 (1902/03) II, S. 895–900.
- Die Goethe – Sammlung in Budapest. In: Zeitschrift für Bücherfreunde. Monatshefte für Bibliophilie und verwandte Interessen. Hrsg. Fedor von Zobeltitz. 7. Jg. (1903/1904), Zweiter Band. Velhagen & Klasing, Bielefeld und Leipzig 1904, S. 377–382, Textarchiv – Internet Archive.
- Amalie von Gallitzin und Goethe. Ein Gedenkblatt zum 27. April 1906. In: Monatshefte der Comenius-Gesellschaft. 15 (1906), Heft 2, S. 97–104.
- Aus Josefs Tichatscheks Nachlass. Briefe von Richard Wagner, Heinrich Marschner, Albert Niemann, Hans von Bülow, Wilhelmine Schröder-Devrient, Johanna Jachmann-Wagner und Marie Seebach. In: Bühne und Welt, Verlag von Bühne u. Welt, Hamburg 1907 9 (1906/07) II, S. 418–423.
- Briefe Adolf Stahrs an Varnhagen von Ense und Bettine von Arnim. In: Nord und Süd. (1907), S. 406–416.
- Anton Philipp Reclam. Ein Gedenkblatt zum 100. Geburtstage (geb. 28. Juni 1807). In: Comenius-Blätter für Volkserziehung. Weidmannsche Buchhandlung, Berlin 1907, S. 86–92.
- Frédéric Chopin und Franz Liszt. Ein Gedenkblatt zum 100. Geburtstage des ersteren, 22. Februar. In: Musikalisches Wochenblatt. 30 (1909/1910), Heft 46, S, 653–658 und Heft 47. S. 671–674, Textarchiv – Internet Archive.
- Max Nordau als Religionsphilosoph. In: Ethische Kultur. 17 (1909), S. 125–128, DigiZeitschriften Digitalisat.
- Fritz Reuter und die Juden. In: Allgemeine Zeitung für das Judentum. 74. Jg. 1910. Nr. 32 vom 12. August 1910, S. 378–379. Compact Memory–Digitale SammlungenDigitalisat.
- Siegwart Friedmann. Mit ungedruckten Briefen von Bogumil und Constanze Dawison, Helene von Dönniges, Joseph Kainz, Ad. L’Arronge und Alexander Strakosch. In: Bühne und Welt. Verlag von Bühne u. Welt, Hamburg 14 (1911/12)II, S. 45–55.
- Petöfi im Urteil namhafter deutscher Schriftsteller. In: Ungarische Rundschau. Für historische und soziale Wissenschaften. Duncker & Humblot, München und Leipzig. 1. Jg. (1912), S. 861–876, Textarchiv – Internet Archive.
- Goethes Beziehungen zu Franzensbad. Rütten & Loening, Frankfurt a. M. 1913, S. 101–117. (=Sonderabdruck aus dem Goethe Jahrbuch Band 34)
- Theodor Körner und die Musik. In: Bühne und Welt. Verlag von Bühne u. Welt, Hamburg 15. 1913, S. 23–24, Digitalisat.
- Persönliche Erinnerungen an den Altreichskanzler. In: Allgemeine Zeitung des Judentums, Heft 49, 3. Dezember 1915, S. 583 ff. und Heft 50, 10. Dezember 1915, S. 597 ff., Heft 49 Compact Memory – Digitale Sammlungen Digitalisat Heft 50 Compact Memory – Digitale Sammlungen Digitalisat.
- Schillers Schwager. In: Literarisches Centralblatt für Deutschland. Beilage: Die Schöne Literatur. Leipzig. Jg. 16, Nr. 20, 1915.
- Julius Stettenheim gegen den Antisemitismus. In: Im deutschen Reich. Zeitschrift des Centralvereins Deutscher Staatsbürger Jüdischen Glaubens. Berlin 1. November 1916, Compact Memory–Digitale Sammlungen Digitalisat.
- Emanuel Geibel und Berlin. In: Erforschtes und Erlebtes aus dem alten Berlin. Festschrift zum 50jährigen Jubiläum des Vereins für die Geschichte Berlins. Mittler, Berlin 1917, S. 491–520, Digitalisat (PDF).